# Colbert County
Colbert County je okres ve státě Alabama ve Spojených státech amerických. K roku 2010 zde žilo 54 428 obyvatel. Správním městem okresu je Tuscumbia. Celková rozloha okresu činí 1 615 km².